# Hovala pardalina
Hovala pardalina is een vlinder uit de familie van de dikkopjes (Hesperiidae). De wetenschappelijke naam van de soort is voor het eerst geldig gepubliceerd in 1879 door Arthur Gardiner Butler.